# Emil Tode
Emil Tode, pseudonimo di Tõnu Õnnepalu (Tallinn, 13 settembre 1962), è uno scrittore estone.

## Le opere

### Romanzi
- Hind, 1995
- Mõõt, 1996
- Printsess, 1997
- Piiririik, 1998
- Harjutused, 2002
- Raadio, 2002

### Raccolte di poesie
- Jõeäärne maja, 1985
- Ithaka, 1988
- Sel maal, 1990
- Mõõt, 1996
- Enne heinaaega ja hiljem, 2005

## Traduzioni in italiano
- Terra di confine ("Piiririik", 1993, trad. it. 1996), Iperborea (ISBN 88-7091-062-8)